# Veselí nad Lužnicí (nádraží)
Veselí nad Lužnicí (německy Wesseli an der Lainsitz, Frohenbruck an der Lainsitz) je železniční stanice v severní části města Veselí nad Lužnicí v Jihočeském kraji v okrese Tábor poblíž soutoku řek Lužnice a Nežárky. Stanice je elektrizovaná (25 kV, 50 Hz AC), leží na tratích Praha – České Budějovice, Havlíčkův Brod – Veselí nad Lužnicí a České Velenice – Veselí nad Lužnicí. Ve městě se dále nachází železniční zastávka Veselí nad Lužnicí zastávka. Adresa budovy je Nádražní 152, Veselí nad Lužnicí II, 391 81.

## Historie
Železniční stanici vybudovala soukromá společnost Dráha císaře Františka Josefa (KFJB) na trase nově budovaného spojení Vídně s Prahou, první vlak tudy projel v září roku 1871. Dne 8. června 1874 byl stejnou společností uveden do provozu též úsek do Českých Budějovic. Vyrostla tu i výtopna, lokomotivní točna, drážní skladiště a další provozní stavby. Zpočátku neslo nádraží název dle Mezimostí nad Nežárkou (dnes součásti Veselí nad Lužnicí), které se díky železnici rozvíjelo rychleji než nedaleké historické město. Roku 1884 byla KFJB zestátněna a provoz na jejích tratích převzaly  Císařsko-královské státní dráhy (kkStB). Dne 3. listopadu 1887 zahájila společnost Českomoravská transverzální dráha provoz v úseku Veselí nad Lužnicí přes Horní Cerekev do Jihlavy a severně od budovy KFJB vystavěla také novou, prostornější budovu nádraží. Po roce 1918 pak správu přebraly Československé státní dráhy.
27. září 1975 byla do stanice ve směru z Českých Budějovic zahájen elektrický provoz.

## Popis
Starší výpravní dvoupatrová budova s lomenou střechou a dvěma čelními štíty stavěná dle jednotného architektonického vzoru stanic KFJB se k osobní dopravě nadále nevyužívá. Novější nádražní stavba byla spolu s celým areálem v letech 2013-2016 rekonstruována a upravena dle parametrů na koridorové stanice: byla zvýšena průjezdová rychlost stanicí na 160 km/h, vznikla dvě zastřešená ostrovní nástupiště s podchody a výtahy a cestujícím tu slouží elektronický informační systém. Nádražní provoz je řízen pomocí elektronického stavědla ESA 11.